# طفل ممثل

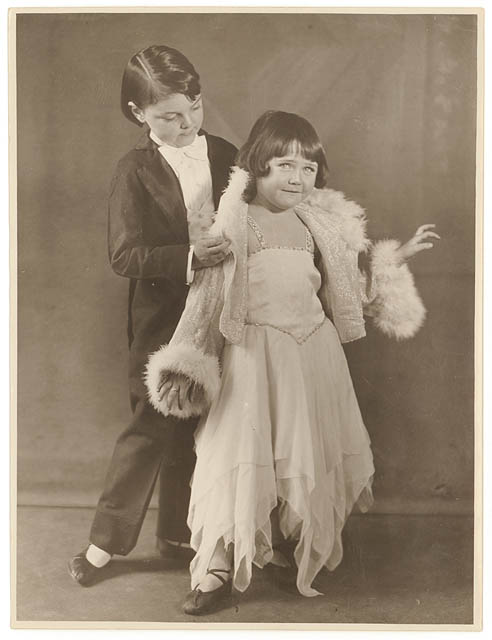

بشكل عام يقصد بمصطلح الطفل الممثل أو الطفلة الممثلة الطفل الممثل على المسرح أو في رسوم متحركه أو التلفاز وكذلك للبالغين الذين بدأوا بالاهتمام بالتمثيل مثل الأطفال وحتى لا تقع في حيرة فهو يعني الطفل الممثل كما ذكرناه سابقا، فهو مرتبط بسن المراهق أو المراهقة الممثلين فالممثل هو من وصل إلى شعبية عالية مثل المراهقين.
هناك العديد من الأطفال الممثلين وجدوا أنفسهم مكافحين حتى يتكيفوا عند سن البلوغ لاندسي لوهان وماكيولا كيولكن هما أساس شهرة الطفل الممثل الذي نكون نهاية خبرته مختلفه تماما عن الشهرة المطلوبة من الصغر. بدأت لونا بعد إعاقة منذ عدة أعوام. فهناك العديد من الأطفال الممثلين أصبحوا ممثلين ناجحين عند سن البلوغ ومثال على ذلك أهتمامات ماكي روني التي شملت أشتهار الفلم منتصف الصيف وحلم الليلة في عام 1935 وكذلك اشتهر فلم الدمى المتحركة في عام 2011 .

## قوانين الطفل الممثل
أن أنشطة الطفل الممثل في الولايات المتحدة هي نظام تنظمه اتحاد العمال في أي ولاية وقوانين فدرالية، فبعض مشاريع الفلم تكون في مواقع بعيدة مخصصة لتفادي الأنظمة التي تميل لحماية الطفل، فساعات العمل الطويلة والأعمال المثيرة الخطرة ممنوعة في كلفورنيا ومثال على ذلك قد يسمح بمشروع فلم في كولومبيا البريطانية. فالقانون الفدرالي الأمريكي مخصص في قصر المعافاة يعمل في ضيافة التجار في جميع الأحكام لقانون الطفل العامل فأي نظام للطفل الممثل هو حكم من قانون ولاية متفاوتة.
تنظيم الممثلين الأطفال:
في الولايات المتحدة، يتم تنظيم أنشطة الممثلين الأطفال من قبل اتحاد العمال الحاكم، إن وجدت، وقوانين الدولة والحكومة الفدرالية.
حيث تتهرب بعض الأفلام المشاريع في المناطق النائية على وجه التحديد من اللوائح التي تهدف إلى حماية الطفل. فساعات العمل الطويلة أو الخطرة المحظورة في ولاية كاليفورنيا، على سبيل المثال، يمكن أن تسمح لتصوير المشروع في كولومبيا البريطانية. الولايات المتحدة الفيدرالية القانون «القصر يعفى تحديدا تعمل الترفيه الأعمال من جميع أحكام قوانين عمالة الأطفال.» ويخضع أي تنظيم الممثلين الأطفال من قبل دولة القانون متباينة.
كاليفورنيا [تحرير
بسبب وجود أعداد كبيرة من الرفاهية في ولاية كاليفورنيا، فان أكثر القوانين صريحة حماية الممثلين الأطفال. كونه قاصرا، يجب على الممثل الطفل التأمين على تصريح العمل والترفيه قبل قبول أي عمل ينجز المدفوعة، ولاية قوانين التعليم تؤكد أن تعليم الطفل التمثيل لن يؤر عليه في حين أنه يهمل سواء التحق الطفل في المدارس العامة والمدارس الخاصة أو حتى المدرسة المنزلية حيث يكون للطفل أو الطفلة مشرف خاص أثناء التصوير.

## ملكية الأرباح
العديد من الأطفال الممثلين الفعالين لم ينظروا إلى الاموال لانها لا تهمهم، حصل جاكي كوجان على الملايين من الدولارات من العمل ك طفل ممثل فقط وألاكثر من ذلك أهدرت من قبل والديه. في عام 1939، وقاست كاليفورنيا على أن هذا الجدل وسن هو قانون كوجان الذي يتطلب بالحفاظ على جزء من الأرباح الطفل في حساب مدخرات خاص يسمى الثقة المحظورة.
[1] والثقة التي لا تكون بالمراقبة النشاطية بل تكون مشكلة ولكن كما في حالة غاري كولمان الذي بعد العمل من عام 1974، وقام دعوة جنائية ضد عائلته المتبناة ومستشاراعماله السابق بسبب اختلاس اموال وثقة

## الضغوط التنافسية
ينتقد بعض الناس الآباء من الممثلين الأطفال على السماح لأطفالهم بالعمل، معتبرا أن المزيد من الأنشطة «العادية» يجب أن يكون خلال سنوات الطفولة الاساسية، ولاحظ اخرون أن المنافسة موجودة في جميع مجالات الحياة من الرياضة لطالب الصحيفة عن الطفل في الاوركسترا والفرقة ويعتقدون أن أخلاقيات أو الموهبة المغروسة وضعت لتتراكم لصالح الطفل. وقد يواجهه الطفل الممثل ضغوطا فريدة وسلبية عند العمل تحت جداول الإنتاج الضيقة. حيث تعتمد المشاريع الكبيرة في نجاحها على قدرة الطفل في تقديم أداء فعال إضافة إلى الضغط.

## التأثير
وظائف العديد من الممثلين قصيرة الأجل، وهذا ينطبق أيضا على الممثلين الأطفال.ومثال على ذلك بيتر أوسترام، طبيب بيطري حقق نجاح كبير بعد دور البطولة في ويلي ونكا ومصنع الشيكولاتة. أصبحت شيرلي تمبل شخصية عامة ودبلوماسيه. اما جيني لويس، التي كانت سابقا غير معرفة من القوات بيفرلي هيلز، إيندي موسيقي الروك، وكيرك كاميرون، نجم آلام النمو، والآن هو وزير راي الراحة في الوزارة التبشير وهو في طريقه للماجستير. في بولندا، أصبح الطفلان الممثالان المتطابقان الاخوة التوأم ليخ وياروسلاف كاتشينسكي السياسيين ناجحين، في وقت واحد ليش كونه الرئيس وياروسلاف رئيس مجلس الوزراء.فاز كلا من جودي فوستر وهيلين هانت، بجوائز الاوسكار كبالغين، رودي ماكدويل، الذي كان له حياة مهنية طويلة ومتميزة بما في ذلك النجم العادية للكوكب سلسلة القرود. رون هوارد، الذي، بالإضافة إلى كونه نجم كل من منذ فترة طويلة والمسلسلات التلفزيونية آندي غريفيث شو ويوم سعيد، أصبح المخرج الحائز على جائزة اوسكار في سن البلوغ، إيليا وود، الذي واصل مشواره بنجاح في مرحلة البلوغ يلعب فرودو باجينس في الرب من سلسلة أفلام سيد الخواتم وبطولة باسم ريان نيومان في سلسلة المتلفزة ويلفريد، الممثلين الأطفال الآخرين الذين واصلوا مسيرتهم المهنية في مرحلة البلوغ وتشمل كريستينا ريتشي، شيلي Fabares، جيك جيلينهال، جواكين فينيكس، كانديس كاميرون بوري، غابي هوفمان، هيلاري داف، ستايسي فيرغسون، جنيفر لوف هيويت، سولي القمر فراي، ميليسا جوان هارت، عميد ستوكويل، ونيل باتريك هاريس وأوسكار الفائزين ميكي روني، تاتوم أونيل، أيرين كارا، ريز ويذرسبون، هيلاري سوانك، كريستيان بايل، بري لارسون وليوناردو دي كابريو.

## مشاكل بعد النجاح
في كثير من الحالات قد تسبب الفشل في الاحتفاظ بالنجومية والنجاح والتعرض في سن مبكرة العديد من الممثلين الأطفال أن يعيشوا حياة الكبار التي تعاني من المشاكل القانونية، والإفلاس، وتعاطي المخدرات. من الأمثلة أعضاء فريق العمل في المسلسل الأمريكي الجلطات، الذي لعب بطولته الممثلين الأطفال تود الجسور، غاري كولمان، ودانا أفلاطون التي ذهبت لتشكيل مجلة بلاي بوي، وظهرت في عدة أفلام إباحية شهوانية.و ألقي القبض عليها مرتين بتهمة السطو المسلح وصفات تزوير، وتوفي مايو 1999 من جرعة زائدة من الأدوية وصفة طبية، تعتبر الانتحار. رفع كولمان دعوى ضد الشهيرة والديه لسوء استخدام الأموال ثقته، وعلى الرغم انه منح أكثر من $ 1,000,000، للإفلاس في عام 1999.و بعد العديد من تهم الاعتداء على مر السنين القادمة، توفي كولمان مايو 2010. وقد كان يعاني من جسور مع العديد من المشاكل القانونية وكذلك الإدمان على الكوكايين.و بعد كسر هذه العادة، قال انه سافر في جميع أنحاء الولايات المتحدة، بجولة في المدارس للتحذير من مخاطر تعاطي المخدرات. وأدلى بها منذ عدة مظاهر حجاب على برامج تلفزيونية متعددة.
شعبية المسرحية الهزلية التلفزيونيه فول هاوس جعلت الأطفال النجوم من جودي سويتين والتوائم أولسن. بعد العرض، ذهب على تطوير الإدمان على الميثامفيتامين، فضلا عن إدمان الكحول. تغلبت في وقت لاحق هذا، وكتب مذكراته واصفا تجربتها وضعت ماري كيت أولسن وتريسي الذهب (آلام النمو) اضطرابات الأكل، والتي كانوا يعاملون مع إعادة التأهيل المكثف. أنيسة جونز، من شأن الأسرة الشهرة، وتعاطى جرعة زائدة من 28 أغسطس 1976 في سن ال 18. وضعت ماري كيت أولسن وتريسي الذهب (آلام النمو) اضطرابات الأكل، والتي كانوا يعاملون مع إعادة التأهيل المكثف. أنيسة جونز، من شأن الأسرة الشهرة، وتعاطى جرعة زائدة من 28 أغسطس 1976 في سن ال 18. ظهر جوناثان براندس، في عدد من الأفلام وهو طفل ومراهق، انتحر في عام 2003 في سن ال 27 وذلك لأسباب ربما ذات الصلة لافتقاره للاستمرار النجاح في مرحلة البلوغ. جوناثان براندس، الذي ظهر في عدد من الأفلام وهو طفل ومراهق، انتحر في عام 2003 في سن ال 27 وذلك لأسباب ربما ذات الصلة لافتقاره للاستمرار النجاح في مرحلة البلوغ.
كانت درو باريمور سيئة السمعة الغريبة غير القانونية والعامة التي تبدأ بعد أول دور لها في
وخارج الأرض. باريمور يعترف تدخين السجائر في سن التاسعة، وشرب الكحول من قبل الوقت الذي كان أحد عشر، تدخين الماريجوانا في سن الثانية عشرة، والشخير الكوكايين في سن الثالثة عشرة. في سن الرابعة عشرة، قالت انها حاولت الانتحار. ومثال آخر الشعبية اليوم من الممثلين الأطفال مع مشاكل النجاح بعد أن يكون ليندسي لوهان. تشتهر أدوارها في فخ الأم والحياة الحجم، دخلت لوهان حياتها المهنية في سن الثلاثة النمذجة في وكالة فورد ايلين وجعلها تعمل لأول مرة في عام 1996 باعتبارها ممثلة الثالثة للعب علي فاولر في الدراما التلفزيونية عالم آخر. لوهان كان يدير منذ ذلك الحين إلى الكثير من المتاعب مع القانون بما في ذلك وثيقة الهوية الوحيدة في عام 2010.
هناك حالات عديدة من حياة الكبار المتعثرة المستحقة للبيئة الضاغطة التي تعرض لها الممثلين الأطفال. وتدقق الجهات الفاعلة للطفل عندما يكبر في السن. وكثيرا ما نرى طفل لاعبا يكبر وراء الكاميرا، سواء في الأفلام والبرامج التلفزيونية أو كليهما. ومع ذلك، فإنه ليس من غير المألوف أن نرى الممثلين الأطفال تستمر حياتهم المهنية في جميع أنحاء كفاعلين أو في المجال المهني مختلفة.
الآن البالغين، ويلقي ظلالا من هاري بوتر (دانيال راد كليف، إيما واتسون، روبرت جرين) ولقد ظهرت جميع في كل من ثمانية أقساط الانتخاب الفيلم، وسيواصل العمل في الأفلام الروائية والمسرحية في منتصف العشرينات من العمر. داكوتا فانيين، الذي برز على الساحة بعد أدائها اختراق في سن السابعة في عام 2001 عن فيلم أنا سام. أدائها حقق لها الترشيح لجائزة نقابة ممثلي الشاشة في سن الثامنة في عام 2002، مما يجعلها أصغر مرشح في التاريخ. داكوتا فانيين، الذي برز على الساحة بعد أدائها اختراق في سن السابعة في عام 2001 عن فيلم أنا سام. أدائها حقق لها الترشيح لجائزة نقابة ممثلي الشاشة في سن الثامنة في عام 2002، مما يجعلها أصغر مرشح في التاريخ. ظهرت في وقت لاحق في الإنتاجات الضخمة في هوليوود في مثل هذه الأفلام الرائجة على النحو المشهود رجل على النار، حرب العوالم، شارلوت ويب، الحياة السرية للانحلال، كورا لاين، والهاربون، وموتيل الحياة، وامتياز والشفق ساغا . شقيقة تأجيج الأصغر، إيل فانين هو أيضا طفل ومراهق الممثلة الذي لعب دور البطولة في العديد من الأدوار الفيلم منذ ما قبل التفتت .